# Guš Talmonim
Guš Talmonim (hebrejsky גוש טלמונים, doslova „Blok Talmon“ [Talmonim, množné číslo od Talmon], podle zdejší hlavní osady Talmon) je blok izraelských osad na Západním břehu Jordánu (v distriktu Judea a Samaří a Oblastní radě Mate Binjamin), severozápadně od Ramalláhu a severně od Jeruzaléma, s židovskou populací necelých šesti tisíc osob.

## Seznam sídel
| Jméno         | Počet obyvatel (r.2016) | Rok založení | Status         | Fotografie |
| ------------- | ----------------------- | ------------ | -------------- | ---------- |
| Dolev         | 1331                    | 1983         | společná osada |            |
| Chareša       | součást osady Talmon    | 1997         | společná osada |            |
| Choreš Jaron  | součást osady Talmon    | 1997         | společná osada |            |
| Kerem Re'im   | součást osady Talmon    | 2011         | společná osada |            |
| Nachli'el     | 639                     | 1984         | společná osada |            |
| Nerija        | součást osady Talmon    | 1991         | společná osada |            |
| Talmon        | 3879                    | 1989         | společná osada |            |
| Zajit Ra'anan | součást osady Talmon    | 2001         | společná osada |            |

## Dějiny a geopolitický význam
Izraelské osady v bloku Guš Talmonin vznikaly od 80. let, kdy vznikla v této hornaté části Samařska osada Dolev, Nachli'el a koncem dekády i Talmon. Právě ten je ústřední osadou celého bloku.
Od konce 90. let 20. století prodělal blok výrazný rozmach, zejména v geografickém slova smyslu, protože v okolí původní vesnice Talmon vzniklo několik satelitních sídel (tzv. outposty), které se často nacházejí i několik kilometrů od mateřské osady. Výsledkem je síť židovských osad, která v severojižním směru dosahuje zhruba 6 kilometrů. Významný je i demografický nárůst. V roce 2000 žilo ve zdejších osadách necelých 2 a půl tisíce lidí, podle údajů z roku 2016 jde již o téměř 6 tisíc osob. Blok se nachází v kopcovité krajině a v jeho okolí leží četné palestinské vesnice a města. Jednotlivé zdejší osady propojuje v severojižním směru lokální silnice číslo 450.
Guš Talmonim nebyl kvůli své poloze ve vnitrozemí Západního břehu počátek 21. století zahrnut do Izraelské bezpečnostní bariéry. Jeho budoucnost závisí na parametrech případné mírové smlouvy s Palestinci. Ani v rámci Izraele ale není Talmon a okolní osady považováno všeobecně za blok, který by v každém případě měl zůstat i po případné dohodě s Palestinci pod izraelskou suverenitou.